# Barbut carapelat de pinzells
El barbut carapelat de pinzells (Gymnobucco peli) és una espècie d'ocell de la família dels líbids (Lybiidae) que habita els boscos de Sierra Leone, Libèria, Costa d'Ivori, Ghana, Togo, sud de Camerun i cap al sud fins a Gabon, República del Congo i nord-oest de la República Democràtica del Congo.